# Tío Vania

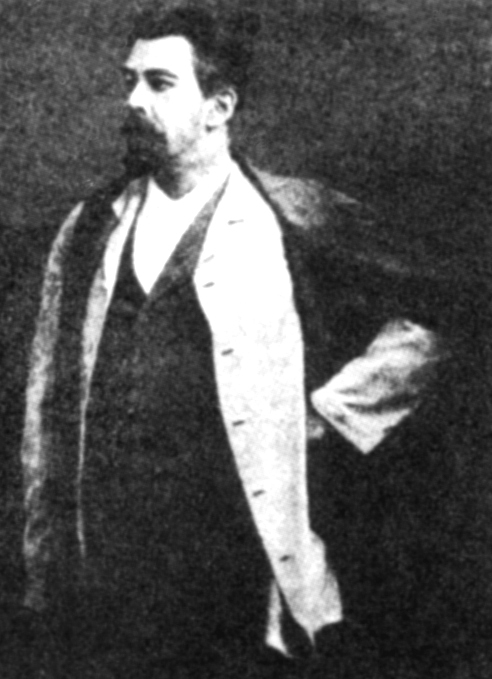
Stanislavski en el papel de Ástrov de Tío Vania, en 1899, en el Teatro de Arte de Moscú.

Tío Vania (ruso: Дядя Ваня – Dyadya Vanya) es un drama del escritor y dramaturgo ruso Antón Chéjov publicado en 1899. Su primera gran presentación fue en 1900, bajo la dirección de Konstantín Stanislavski.
Tío Vania es única entre las obras capitales de Chéjov porque es esencialmente una extensa reconstrucción de una obra publicada una década antes: El espíritu del bosque. Dilucidando sobre las revisiones específicas redujo a los personajes de dos docenas a nueve, cambiando el climático suicidio del “demonio del bosque” en un famoso y frustrado homicidio del “Tío Vania”, y alterando el original final feliz en uno más problemático. Críticos como Donald Rayfield, Richard Gilman, y Eric Bentley siguieron muy de cerca el desarrollo del método teatral de Chéjov durante la década de 1890. 
La obra fue publicada en 1899, pero es difícil determinar cuándo estuvo originalmente terminada o cuándo tuvo lugar el proceso de revisión. Rayfield considera que el autor volvió a trabajar en el texto de El espíritu del bosque durante su viaje a la isla de Sajalín, en el extremo oriente de Siberia, en 1891.

## Personajes
- Aleksandr Vladímirovich Serebriakov, profesor universitario retirado. Es esposo, por segundas nupcias, de Elena Andréievna. Se encuentra enfermo de gota, aunque él dice que es reumatismo. Posee muy mal humor y muy pocos sienten aprecio hacia él. Serebriakov nunca destacó en su profesión docente, aunque hizo creer a todos sus allegados lo contrario.

- Elena Andréievna Serebriakova: es la segunda esposa del profesor Serebriakov, tiene veintisiete años y se caracteriza por su belleza, lo que provoca que algunos personajes la cortejen. Es infeliz con Serebriakov, con quien se casó ilusionada por la "profunda sabiduría". Otros personajes sienten pena por ella porque sacrificó sus años de juventud y su belleza, a un hombre vano que solo finge tener gran talento.

- Sofía Aleksándrovna Serebriakova (Sonia), hija del profesor Serebriakov y de su primera esposa. Siempre ha trabajado en la hacienda con su tío Vania para “ayudar” a su padre, quien se supone alcanzaría una fama como intelectual. Está enamorada del doctor Ástrov, quien no le corresponde. Tiene una autoestima baja al sentirse poco atractiva en comparación con Elena.

- María Vasílievna Voinítskaia: viuda de un consejero privado (alto funcionario del Imperio Ruso) y madre de la primera esposa del profesor Serebriakov.

- Iván Petróvich Voinitski (tío Vania): hijo de María y, por tanto, cuñado de Serebriakov. Siempre sintió gran aprecio por Serebriakov, estudiando sus escritos y considerándolo un genio. Ello lo motivó a ocuparse durante años de la finca familiar de su cuñado, aceptando vivir allí de forma austera. Estalla el conflicto cuando Vania descubre que la "genialidad" de Serebriakov es una farsa, desperdiciando años ayudándole.

- Mijáil Lvóvich Ástrov: médico rural. Es un amante de la naturaleza, sobre todo de los bosques. Está enamorado de Elena.

- Iliá Ilich Teleguin: terrateniente arruinado.

- Marina, vieja nodriza.

- Un peón.

## Trama

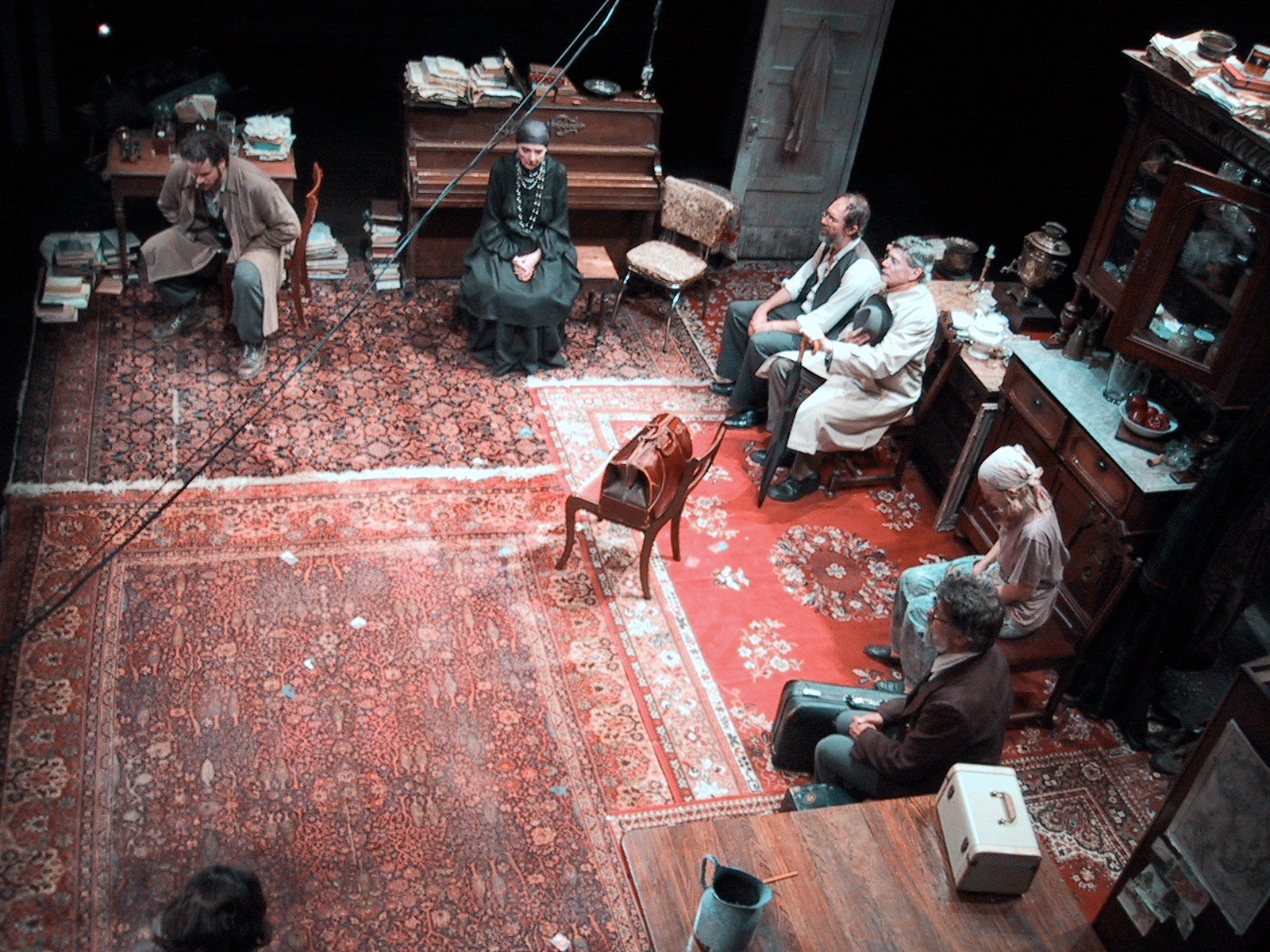
Finca del matrimonio

La acción tiene lugar en la hacienda que aportó al matrimonio la primera mujer de Serebriakov. En ella residen su hija, Sonia, el tío Vania, Teleguin (amigo de la familia), María (madre de Vania), la nana Marina y un mozo. Acababan de llegar a residir en ella los esposos terratenientes: el profesor Serebriakov y la hermosa Elena, su segunda esposa con quien Sonia nunca tuvo buena relación. En la hacienda llevaban una vida de campo tranquila y llena de duro trabajo. Las ganancias de la finca eran enviadas a Serebriakov, que vivía en la ciudad junto con su esposa. Él era un crítico de arte y profesor de una cátedra pero al jubilarse decide mudarse a la finca debido a la poca renta que la finca producía.
Serebriakov escribía artículos de crítica de arte que encantaban al tío Vania y a su madre, por lo que Vania acepta dedicar su vida a administrar la finca de Serebriakov. Pero cuando llega a la hacienda Serebriakov, Vania se percata de que este es un verdadero fracasado. Esto causa a Vania una gran desolación, al reparar que ha "gastado" su propia vida en auxiliar a su fatuo cuñado y, por si fuera poco, se halla atraído por su esposa, Elena.
A la finca llega Ástrov, el médico de la región que además es íntimo amigo del tío Vania desde hace por lo menos diez años. Ástrov llega a atender a Serebriakov, quien insiste en sufrir reuma a pesar de haber sido diagnosticado con gota. Ástrov queda prendado de Elena y sus visitas se vuelven cada vez más constantes, revelándose que Elena se siente frustrada de su esposo, aunque siente que su "deber" es acompañarlo hasta la muerte, pese haber sacrificado su juventud y belleza a un hombre fracasado que solo vive de apariencias. Sonia está enamorada de Ástrov desde hace seis años y nunca se ha atrevido a decírselo. Le gusta de él que es un hombre inteligente, que planta bosques y que está absolutamente comprometido con su trabajo.
Todo el ambiente ahí es muy tenso debido a que la vida cotidiana de los que vivían ahí ha sido del todo modificada. Desde la llegada de Serebriakov y Elena todo en la hacienda se mueve en torno a ellos, se desplazan horarios de comida y de sueño, se bebe alcohol todo el día y nadie trabaja más que Sonia. 
Una noche una tormenta cae sobre la hacienda y la electricidad se corta tras la caída de un rayo. Esto retiene al doctor Ástrov y lo obliga a pasar la noche ahí. Teleguin, Vania y Ástrov beben hasta emborracharse. El tío Vania, ya ebrio, busca a Elena e intenta besarla pero ella lo rechaza rotundamente dejándolo destrozado. Sonia lo encuentra así y lo regaña por haber bebido. Vania se marcha y Sonia busca a Ástrov para pedirle que no permita que su tío beba. Después de darle de cenar, Sonia confiesa indirectamente su amor pero Ástrov no repara en ello y se marcha. Sonia queda triste y sintiéndose ridícula cuando aparece Elena, con quien hace las paces, luego Sonia le confiesa su amor por Ástrov y lo mucho que la aflige no ser bella. Elena le da ánimo y la alienta a no rendirse, aunque confiesa que a ella también le atrae Ástrov. 
Al comienzo del tercer acto Sonia le pide ayuda a Elena para saber cuáles son los sentimientos de Ástrov. Elena finge estar interesada en los planos cartográficos que Ástrov se entretiene haciendo y cuando él se los está mostrando le pregunta si él ama a Sonia. Ástrov contesta que no y Elena le pide entonces que no vuelva por la hacienda, pero Ástrov, que nota a Elena atraída por él, la acorrala y la besa. En ese momento entra Vania que había salido a buscar unas rosas de otoño que le regalaría a Elena. Al verse sorprendidos, Ástrov se comporta casual y hasta habla del clima y sale, pero Elena le dice a Vania que ella y su marido se marcharán de ahí ese mismo día; Vania le dice que lo vio todo pero que no le importa y ella insiste en rechazarlo.
Los ánimos se crispan todavía más cuando Serebriakov reúne a la familia y propone vender la hacienda e invertir el dinero en papeles del Estado y con el sobrante comprar otra finca en Finlandia para vivir allí solo con Elena. Tío Vania toma tal propuesta como una afrenta, recriminando que dónde iban a vivir él, su madre y Sonia, que la hacienda surgió de la dote que le dieron a la primera esposa de Serebriakov, su hermana, y que incluso Vania mismo había aportado de su propio capital y saldado las cuentas, amén de su trabajo por más de veinticinco años renunciando a sus propios sueños. Le recrimina también su fracaso como crítico de arte y lo culpa de la pobreza de la finca, debido a que todo el dinero se lo enviaban a él. La discusión acaba con un tío Vania furioso que dispara en dos ocasiones a su cuñado, errando ambos tiros.
En el último acto Ástrov le pide a Vania que le devuelva un frasco de morfina que le ha robado con el propósito de suicidarse y que mejor se pegue un tiro en el bosque. Serebriakov y Elena se van de la hacienda y Vania arrepentido hace las paces con él y le promete seguir enviándole dinero, mientras Serebriakov renuncia a vender la finca. Ástrov promete a Elena no regresar a la hacienda por el bien de Sonia y ella le agradece el afecto mostrado, prometiendo recordarlo. La obra termina con un Vania y una Sonia desconsolados que se prometen mutuamente trabajar con esfuerzo hasta que al fin llegue su momento de descanso.

## Tema

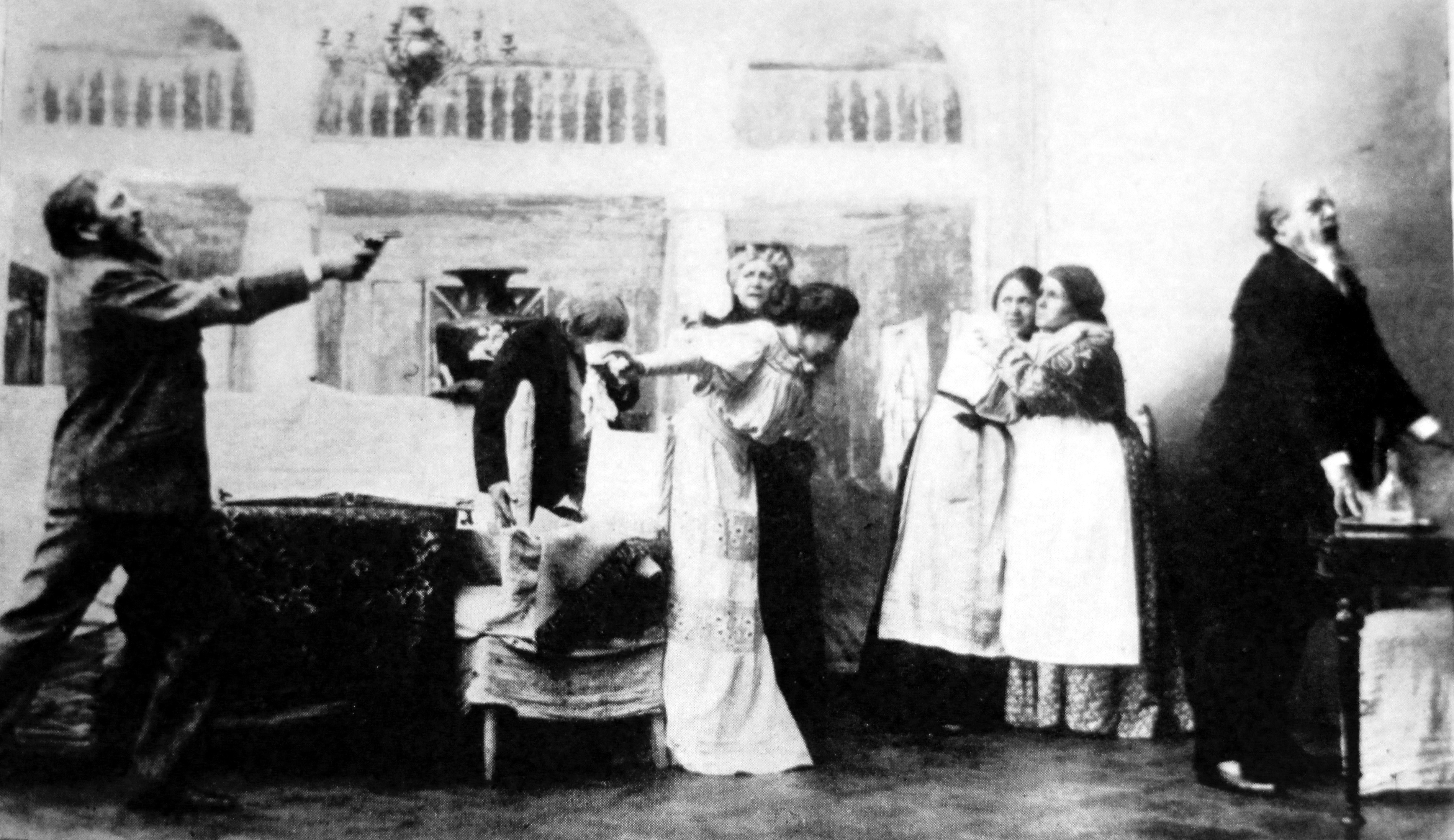
Representación de Tío Vanya en el Teatro de Arte de Moscú en 1899, acto III.

Tío Vania tiene como tema central el deterioro de la vida, lo que se puede observar a través de la visión de los personajes y de sus respectivas miserias. Un aspecto clave de la obra es la descripción que hace Chéjov sobre los sentimientos de hastío y tedio que muestran todos los personajes en mayor o menor medida: Vania se siente hastiado de una existencia mediocre en la finca, Sonia se siente hastiada de sufrir por un amor no correspondido, Elena lamenta el hastío de un matrimonio sin amor a quien sacrificó sus energías, Ástrov sufre el tedio de ser médico rural esperando un cambio de fortuna que nunca llega, y el mismo Serebriakov se retira a la finca al estar harto de su mediocridad profesional en la ciudad. Es este sentimiento de hartazgo y fastidio el que, pese a sus características, genera el conflicto entre los protagonistas, que da forma al drama.

## Producciones destacadas
- Ginebra, 1921.[1]
  - Dirección: Georges Pitoëff.
  - Intérpretes: Georges Pitoëff, Alfred Penay, Blanche Albane, Jean Hort, Jim Géralds, Ludmilla Pitoëff.
- Florencia, 1922.[2]
  - Dirección: Uberto Palmarini.
  - Intérpretes: Pio Campa.
- Nueva York, 1929.[3]
  - Intérpretes: Morris Carnovsky, Franchot Tone, Jules Artfield, Marjorie Dalton, Herbert Druce, Ara Gerald, Rose Keane,  Ludmilla Toretzka.
- Nueva York, 1930.[4]
  - Intérpretes: Walter Connolly, Lillian Gish, Isabel Irving, Harold Johnsrud, Kate Mayhew, Osgood Perkins, Eugene Powers,  Joanna Roos.
- Nueva York, 1946.[5]
  - Intérpretes: Ralph Richardson, Laurence Olivier, Margaret Leighton, Nicholas Hannen, Bryony Chapman, Joyce Redman, George Relph.
- Roma, 1955.[6]
  - Dirección: Luchino Visconti
  - Intérpretes: Paolo Stoppa, Rina Morelli, Marcello Mastroianni, Eleonora Rossi Drago, Elvira Betrone.
- París, 1959.[7]
  - Dirección: Sacha Pitoëff.
  - Intérpretes: André Cellier, Sacha Pitoëff, Paule Annen, Annie Legrand, 	Alice Reichen.
- Nueva York, 1973.
  - Dirección: Mike Nichols
  - Intérpretes: Nicol Williamson, George C. Scott, Julie Christie, Lillian Gish, Conrad Bain, Barnard Hughes, Elizabeth Wilson.
- París, 1977.[8]
  - Dirección: Jean-Pierre Miquel
  - Intérpretes: Henri Virlogeux, Jean-Pierre Miquel, Denise Noël, Hubert Gignoux, Françoise Bette.
- Londres, 1992.
  - Dirección: Sean Mathias.
  - Intérpretes: Ian McKellen, Anthony Sher, Rachel Gurney, Eric Porter, Karl Johnson.
- Nueva York, 1995.
  - Intérpretes: Tom Courtenay, James Fox, Elizabeth Franz, Bette Henritze, Kate Skinner, Werner Klemperer, Gerry Bamman.
- Londres, 1996.
  - Intérpretes: Bill Bryden
  - Intérpretes: Derek Jacobi, Trevor Eve, Constance Cummings, Peggy Mount, Richard Johnson, Frances Barber, Imogen Stubbs.
- Nueva York, 2000.
  - Dirección: Michael Mayer
  - Intérpretes: Derek Jacobi, Laura Linney, Brian Murray, Roger Rees, Jonah Bay, Torben Brooks, James Coyle.
- Londres, 2014
  - Dirección: Russell Bolam.
  - Intérpretes: John Hannah, Joe Dixon, Buffy Davis, Amanda Boxer, Jack Shepherd, Amanda Hale.

## Producciones en español
- Teatro:
  - Dido, Pequeño Teatro, Madrid, 1957. Dirección de Alberto González Vergel. Adaptación de Josefina Sánchez Pedreño. Reparto: Adela Carbone (Marina), José Luis Heredia (Ástrov), Antonio Prieto (Tío Vania), Pepe Balaguer (Profesor Serebriakov), Pedro Oliver (Teleguin), María Dolores Pradera (Elena Andréievna), Araceli Fernández-Baizán (Sonia), María Cañete (María Vasílievna) y Carlos Bautista (Peón). Escenografía y ambientación: Manuel Mampaso.
  - Teatro Marquina. Madrid, 1978. Dirección de William Layton. Reparto: Ana Belén, Enriqueta Carballeira, José Pedro Carrión, Carlos Lemos, Maruchi Fresno, José María Muñoz, María Paz Molinero y Fernando Sansegundo.[9]
  - Teatro Lope de Vega. Sevilla, 2002. Dirección de Miguel Narros. Reparto: Fermí Reixach (tío Vania), Nuria Gallardo (Sonia), Mélida Molina (Elena), Berta Riaza (el ama), Fidel Almansa (el doctor), Ana María Ventura (la madre de Vania), Francisco Casares (padre de Sonia), y Abel Vitón (Teleguin).[10]
  - Teatro La Plaza Isil. Lima, 2007. Dirección de Marian Gubbins. Reparto: Leonardo Torres Vilar (tío Vania), Urpi Gibbons (Sonia), Katia Condos (Elena), Delfina Paredes (el ama), Javier Valdés (el doctor), Leonardo Torres Descalzi (Alexandr Serebriakov), Francisco Casares (padre de Sonia), y Abel Vitón (Teleguin).
  - Teatro María Guerrero. Madrid, 2008. Dirección de Carles Alfaro. Reparto: Enric Benavent, (tío Vania); Malena Alterio (Sonia), Emma Suárez (Elena), María Asquerino, Sonsoles Benedicto, Víctor Valverde y Emilio Gavira.
  - Teatro del Viejo Palermo. Buenos Aires, 2009. Dirección de Daniel Cinelli. Reparto: Norberto Cirelli (Vania), Vanina Ramírez (Sonia), María Zamarbide (Elena), Daniel Pacosi (Ástrov), Mireya Drochi (Marina), Susana Scala (María) y Eduardo Finkielsztein (Serebriakov).
  - Teatros del Canal. Madrid, 2012. Dirección de Santiago Sánchez. Reparto: Rosana Pastor, Carles Montoliú, Sandro Cordero, Xus Romero, Vicente Cuesta, Paca Ojea, Carles Castillo y Carmen Arévalo
  - Foro Sor Juana Inés de la Cruz, Teatro UNAM. México, 2012. Traducción de Ludwik Margules. Dirección de David Olguín. Reparto: Mauricio Davison, Arturo Ríos, Laura Almela, David Hevia, Rubén Cristiani, Carmen Vera, Esmirna Barrios, Raúl Espinosa Faessel.
  - Teatro La Carpintería. Buenos Aires, 2013. Dirección de Marcelo Savignone. Reparto: Paulina Torres, María Florencia Álvarez, Luciano Cohen, Merceditas Elordi, Pedro Risi y Marcelo Savignone
  - Teatro El Milagro. México, 2014. Traducción de Ludwik Margules. Dirección de David Olguín. Reparto: Mauricio Davison, Arturo Ríos, Laura Almela, David Hevia, Rubén Cristiani, Carmen Vera, Esmirna Barrios, Raúl Espinosa Faessel.
  - Teatro Fernán Gómez. Madrid, 2017. Dirección de Oriol Tarrason. Reparto: Oriol Tarrason (Ástrov), Alejandro Cano (Vania), Teresa Hurtado de Ory (Sonia), Alicia Rubio (Elena) y José Gómez-Friha (Serebriakov).

- Televisión: 
  - Primera fila. TVE. 6 de septiembre de 1963. Reparto: Fernando Delgado, Concha Bañuls, Carmen de la Maza, Antonio Prieto.
  - Estudio 1. TVE. 11 de noviembre de 1969. Reparto: José Bódalo, Mercedes Sampietro (Sonia), Pilar Velázquez (Elena), Daniel Dicenta (Ástrov), Tomás Blanco (Serebriakov), Félix Navarro (Teleguin), José Calvo (Iván), Fernando Chinarro, Ricardo Alpuente, Víctor Fuentes, Lola Lemos, María Massip, Andrés Mejuto, Ana María Noé, Pilar Puchol.